# TIME・19 (少年隊のアルバム)
『TIME・19』（タイム ナインティーン）は1987年7月1日にワーナー・パイオニアからリリースされた少年隊の2枚目となるオリジナル・アルバム。
「君だけに」はInstrumentalで収録。サウンドトラック『PLAYZONE'87 TIME-19 ミュージカル・抜粋』にも本作収録曲が含まれる。

## 収録曲
全作詞：康珍化（特記以外）
1. 1998〜星の彼方へ〜
作曲・編曲：松下誠
2. こわがらないで、天使
作曲：Joey Carbone
編曲：新川博
  - 東山紀之 ソロ曲
  - 錦織と植草がコーラスで参加。
3. ハロー!
作詞：許瑛子・康珍化
作曲：西木栄二
編曲：大谷和夫
  - 錦織一清 ソロ曲
4. ヘルプ・ミー
作曲：Joey Carbone
編曲：新川博
  - 植草克秀 ソロ曲
5. 君がいない
作詞：戸沢暢美
作曲：和泉常寛
編曲：戸塚修
  - 東山紀之 ソロ曲
6. ストレンジャー Go To The ストリート
作曲：都志見隆
編曲：松下誠
  - 錦織一清 ソロ曲
7. ロングタイム・ロマンス
作曲：羽田一郎
編曲：松下誠
  - 植草克秀 ソロ曲
  - 錦織がコーラスで参加。
8. 君を旅して知っている
作曲：羽田一郎
編曲：清水信之
9. ガ・ガ・ガ
作曲：羽田一郎
編曲：清水信之
10. 君だけに(Instrumental)
作曲：筒美京平
編曲：松下誠
11. グッバイ・カウント・ダウン
作曲：都志見隆
編曲：新川博